# Lac Washington
Le lac Washington est le deuxième plus grand lac naturel de l'État de Washington aux États-Unis après le lac Chelan et le plus grand du comté de King. Il est bordé des villes de Seattle à l'ouest, Bellevue et Kirkland à l'est, Renton au sud et Kenmore au nord. L'île Mercer se trouve dans sa partie sud. Il est alimenté par la rivière Sammamish (en) à l'extrême nord et Cedar au sud.
Le lac doit son nom à une initiative prise par un pionnier Thomas Mercer (en) qui, en 1854, suggéra de le nommer en l'honneur de George Washington.
Le Lake Washington Ship Canal assure, en traversant la ville de Seattle, la liaison entre le lac et le Puget Sound.

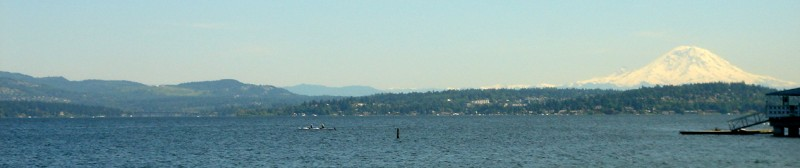
Le lac avec vue sur l'île Mercer et en arrière plan le Mont Rainier enneigé

L'ancienne maison de Kurt Cobain, dans laquelle il s'est suicidé, se situait sur ses rives.
La maison de Bill Gates, le créateur de la société Microsoft, se situe sur ses rives.